# ルーカス・セバスチャン・アエド
ルーカス・セバスチャン・アエド（Lucas Sebastián Haedo、1983年4月18日- ）は、アルゼンチン、ブエノスアイレス・Chascomus出身の自転車競技（ロードレース）選手。兄のフアン・ホセ・アエドも自転車競技選手。キャノンデール・プロサイクリング所属。

## 経歴
2007年にアメリカのロックレーシングに短期間在籍。
2008年にColavita-Sutter Homeに移籍後はスプリンターとしてツール・ド・サンルイスなどでステージ優勝。
2010年からは兄であるフアン・ホセ・アエドの在籍するチーム・サクソバンクで活動。